# Rotterdam (Schiff, 1897)
Die Rotterdam (III) war ein 1897 in Dienst gestelltes Passagierschiff der niederländischen Reederei Holland-America Line, das als Transatlantikliner auf dem Nordatlantik eingesetzt wurde und Passagiere, Fracht und Post von Rotterdam nach New York beförderte. Das Schiff wurde zweimal verkauft: 1906 an die dänische Reederei DFDS (neuer Name C. F. Tietgen) und 1913 an die Russian American Line (neuer Name Dwinsk). Seit 1917 unter britischer Flagge, wurde der Dampfer am 18. Juni 1918 nördlich von Bermuda von einem deutschen U-Boot versenkt. 23 Menschen starben.

## Das Schiff
Das 8.173 BRT große Dampfschiff wurde am 15. Dezember 1896 auf der Werft Harland & Wolff im nordirischen Belfast für die Holland-America Line auf Kiel gelegt und lief am 18. Februar 1897 vom Stapel. Sie war das dritte Schiff der Reederei mit diesem Namen. Die Rotterdam war ein 143,3 Meter langes und 16,2 Meter breites, aus Stahl gebautes Passagier- und Postschiff mit einem Schornstein, zwei Masten und zwei Propellern.
Sie wurde von zwei dreizylindrigen Dreifachexpansions-Dampfmaschinen von Harland & Wolff angetrieben, die 5250 PSi leisteten und eine Geschwindigkeit von 15 Knoten ermöglichten. Die Kohle wurde in drei Doppelender- und zwei Einender-Dampfkesseln mit insgesamt 24 Feuerungen verbrannt. Die Passagierunterkünfte waren für 200 Reisende in der Ersten, 150 in der Zweiten und 2000 in der Dritten Klasse ausgelegt. Das Schiff hatte insgesamt drei Decks, acht wasserdichte Schotts, elektrisches Licht und einen Doppelboden.
Am 29. Juli 1897 wurde die Rotterdam fertiggestellt und am 18. August lief sie in Rotterdam zu ihrer Jungfernfahrt über Boulogne-sur-Mer nach New York aus. Auf dieser Route blieb sie während ihrer gesamten Zeit bei der Holland-America Line. Am 18. Februar 1906 begann ihre letzte Fahrt unter niederländischer Flagge.

## DFDS und Russian American Line
Am 5. April 1906 wurde die Rotterdam von der dänischen Reederei Det Forenede Dampskibs-Selskab (DFDS) mit Sitz in Kopenhagen gekauft und in C. F. Tietgen umbenannt (nach einem der Mitbegründer der Reederei, Carl Frederik Tietgen). Zum neuen Kapitän des Schiffs wurde A. G. Thomsen ernannt, der bereits seit 1898 bei der DFDS war. Am 26. April 1906 verließ die C. F. Tietgen Kopenhagen zu ihrer ersten Atlantiküberquerung über Kristiania und Kristiansand nach New York. Am 28. Juni 1906 kollidierte sie mit dem Schoner E. G. Hay, der unterging. Es gab keine Todesopfer.
Am 7. Juli 1910 lief die C. F. Tietgen zu ihrer ersten Kreuzfahrt aus, die sie von Kopenhagen die norwegische Küste hinauf bis zum Nordkap führte. Zwischenstopps waren Bergen und Trondheim. Im Juli 1913 wurde das Schiff an die Filmproduktionsfirma Nordisk Film A/S verchartert, um als Kulisse in August Bloms Gerhart-Hauptmann-Verfilmung Atlantis zu dienen, in dem es um eine Schiffskatastrophe auf dem Atlantik geht. Am 6. November 1913 legte die C. F. Tietgen zu ihrer letzten Überfahrt für die DFDS ab. Während ihrer Zeit bei der dänischen Reederei hatte das Schiff 110-mal den Atlantik überquert.
Anschließend wurde das Schiff an die Russian American Line verkauft, in Dwinsk umbenannt und ab dem 10. Februar 1914 auf der Route von Libau nach New York verwendet. Ab dem 20. September 1914 bediente die Dwinsk die Route von Archangelsk über Hammerfest nach New York.

## Erster Weltkrieg und Versenkung

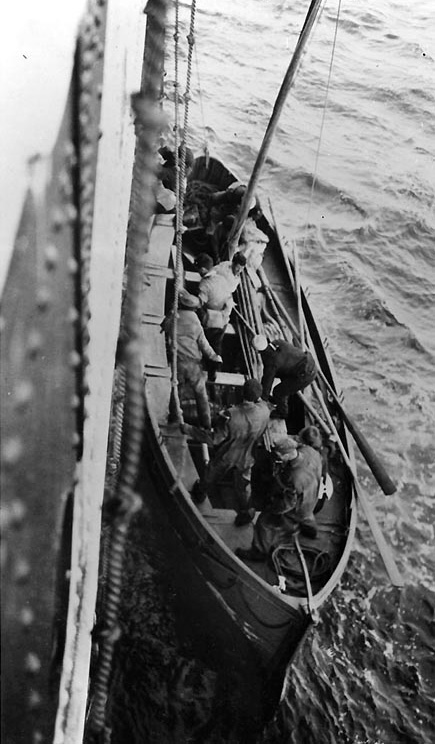
Ein Rettungsboot der Dwinsk am 21. Juni 1918 neben der USS Siboney.

Im Jahr 1917 kam die Dwinsk unter das Management der Cunard Line und fuhr fortan unter britischer Flagge. Am 18. Juni 1918 befand sie sich unter dem Kommando von Kapitän Henry Nelson auf einer Überfahrt von Brest (Frankreich) nach Newport News im US-Bundesstaat Virginia. Das Schiff fuhr bei einer Geschwindigkeit von 13 Knoten, fuhr keinen Zickzackkurs und befand sich etwa 400 Seemeilen von Bermuda entfernt. Gegen 09.20 Uhr vormittags wurde an Backbord aus geringer Entfernung ein Torpedo gesichtet, woraufhin das Schiff abdrehte. Der Torpedo schlug trotzdem in Laderaum Nr. 4 ein und riss ein großes Loch in die Bordwand.
Es handelte sich um einen Torpedo des deutschen U-Boots U 151, das sich unter dem Kommando von Korvettenkapitän Heinrich von Nostitz und Jänckendorf auf Feindfahrt befand. Kapitän Nelson ließ das Schiff evakuieren. Alle an Bord befindlichen Personen wurden in sieben Rettungsbooten ausgebootet. U 151 tauchte dann auf und eröffnete das Feuer auf den Dampfer. Eine der Salven traf das Magazin, welches daraufhin explodierte. Die Dwinsk ging gegen 11.15 Uhr auf der Position 39.10N, 63.10W unter.
Die U-Boot-Mannschaft befragte die Insassen eines der Boote, es wurden aber keine Gefangenen gemacht. Das Boot des Zweiten Offiziers Joseph William Coppin mit 22 Menschen darin verschwand spurlos und wurde nie gefunden. Zudem fiel ein Mann aus dem Boot des Leitenden Offiziers und ertrank. Die übrigen sechs Boote wurden nach und nach von verschiedenen Schiffen aufgenommen und in New York, Bermuda, Newport News oder Nova Scotia an Land gebracht. Zwei Boote wurden am 21. Juni von dem Truppentransporter USS Siboney aufgenommen. Die Insassen des letzten Boots wurde am 28. Juni, zehn Tage nach der Versenkung, von der USS Rondo entdeckt.
Die USS Von Steuben (der ehemalige deutsche Ozeandampfer Kronprinz Wilhelm) beteiligte sich ebenfalls an der Bergung der Überlebenden. Als das Schiff von U 151 torpediert wurde, warf es Wasserbomben auf das U-Boot ab und vertrieb es.
Die Dwinsk war das größte von U 151 versenkte Schiff.